# کیم مین-جونگ
کیم مین-جونگ (کره‌ای: 김민정؛ زادهٔ ۲۶ مارس ۱۹۹۷) تیرانداز اهل کره جنوبی است.
وی در مسابقات کشوری و بین‌المللی در مجموع برندهٔ ۴ مدال نقره، ۱ مدال برنز شده‌است.